# Kenyaichthys
Kenyaichthys (Kenya + Gr. „ichthys“ = Fisch) ist eine ausgestorbene Fischgattung aus der Ordnung der Zahnkärpflinge (Cyprinodontiformes). Fossilien von insgesamt 164 Exemplaren, die Hälfte von ihnen komplett erhalten, wurden in den Tugen-Hills im kenianischen Baringo County gefunden.  Für Kenyaichthys wurde eine neue Familie aufgestellt, die Kenyaichthyidae.

## Merkmale
Bei Kenyaichthys handelt es sich um kleine Fische, die in ihrer äußeren Gestalt den rezenten afrikanischen Killifischen der Gattungen Aplocheilus und Pachypanchax glichen. Ihre Gesamtlänge lag zwischen 22 und 40 mm bei einer Standardlänge von 20 bis 36 mm und einer Kopflänge, die 25 bis 34 % der Standardlänge betrug. Die größte Körperhöhe lag zwischen dem Hinterrand des Kopfes und dem Brustflossenansatz und erreichte zwischen 16 und 28 % der Standardlänge, die niedrigste Körperhöhe auf dem Schwanzstiel besaß zwischen 6 und 16 % der Standardlänge. Der Schwanzstiel war lang und hatte eine Länge von 22 bis 30 % der Standardlänge, die Schwanzflosse erreichte eine Länge von 8 bis 17 % der Standardlänge und war abgerundet oder spatenförmig. Da die meisten Exemplare in seitlicher Lage fossilisiert wurden, kann man davon ausgehen, das die Fische seitlich abgeflacht waren. Die Schnauze war zugespitzt mit einem leicht vorstehenden Unterkiefer. Der gesamte Körper, Teile des Kopfes (Kiemendeckel, Vorkiemendeckel, Stirnbein) und die Schwanzflossenbasis waren mit Cycloidschuppen bedeckt.
- Flossenformel: Dorsale 13–17, Anale 16–22, Pectorale 11–16, Ventrale 8–12, Caudale 16–21.

## Systematik
Kenyaichthys ist bisher die einzige Gattung der Kenyaichthyidae. Innerhalb der Ordnung der Zahnkärpflinge (Cyprinodontiformes) gehören die Kenyaichthyidae zur Unterordnung Aplocheiloidei, zusammen mit den neotropischen Rivulidae, den afrikanischen Nothobranchiidae und den in Asien, auf Madagaskar und den Seychellen vorkommenden Aplocheilidae. Eine phylogenetische Analyse ergab überraschenderweise, dass die Kenyaichthyidae die Schwestergruppe der Rivulidae sind.
Einzige bisher beschriebene Art der Gattung Kenyaichthys ist Kenyaichthys kipkechi, die Funde stellen möglicherweise jedoch einen Schwarm nah verwandter Arten dar, ähnlich wie die Buntbarsche der Gattungen Haplochromis im Viktoriasee und Amphilophus in den Kraterseen Nicaraguas.